# 天竜浜名湖鉄道THT100形客車
天竜浜名湖鉄道THT100形客車（てんりゅうはまなこてつどうTHT100がたきゃくしゃ）は日本貨物鉄道（JR貨物）トキ25000形から1両が改造され、2000年（平成12年）から2006年（平成18年）まで使用された天竜浜名湖鉄道のトロッコ列車用の客車である。
本項ではTHT100形と編成を組んで使用されたおなじくJR貨物トキ25000形から改造された天竜浜名湖鉄道THT200形客車（てんりゅうはまなこてつどうTHT200がたきゃくしゃ）についても記載する。

## 概要
1987年（昭和62年）3月に、日本国有鉄道二俣線を第三セクターに転換して開業した天竜浜名湖鉄道では、2000年当時、施設の老朽化、利用客の減少に直面し、一般旅客車両の更新とあわせて、集客力の高いトロッコ列車を導入することが計画された。トロッコらしさを強調するため、JR貨物から譲受した無蓋貨車を改装し、気動車と編成を組んで運転する形態が採用され、THT100形は終着駅での機回しを省くため運転台付となった。一般公募により「そよかぜ」の愛称がつけられた。
尚、同車の導入に際し、天竜二俣駅構内の南側、新所原駅寄りに専用の屋根付き車庫が設けられたが、同車の引退、廃車後は保線用車両の車庫に転用されている。
| 形式       | THT100形   | THT200形  |
| ---------- | ---------- | --------- |
| 車両番号   | 101        | 201       |
| 車両定員   | 40人       | 48人      |
| 自重       | 18.6 t     | 18.0 t    |
| 車体長     | 13,486 mm  | 13,386 mm |
| 種車       | トキ28963  | トキ28692 |
| 種車製造年 | 1969年     | 1969年    |
| 種車製造所 | 日立製作所 | 日本車輌  |

## 改造内容

### 車体
トキ25000形に屋根を設置した構造を基本とする。他社で登場していたトロッコ車両との差別化をはかるため、木造風に見えるよう車体外部には短冊状のアルミ板が張り付けられ、安全上の必要性からステンレス製の安全柵が取り付けられた。THT101-THT201-TH211の3両で編成を組み、THT101には折り返し駅での動力車の付け替えを省くため、THT101には動力車を統括できる運転台が設置された。運転台の機器配置は当初動力車となったTH201のものからワンマン運転装備を外したものとされ、車体中央に運転席が設置された。THT201のTH201との連結側には車掌室が設けられ、ドア操作、放送などをおこなう設備が設けられた。THT101の運転台、THT201の車掌室に隣接して自動扉付きの旅客用出入口が設けられた。
THT101にはテーブル4人掛ボックス席10組、THT201には同12組が設けられ、テーブルと座席は難燃処理を施したナラ製である。床面も木目調とされた。車内照明は石油ランプ形状のものが採用された。THT101の運転席付近にはサイクリングトロッコとして使用できるよう自転車6台分の固定設備が設けられた。自転車を搭載しないときは折り畳み式椅子を展開して補助席として使用できる。

### 走行装置
ブレーキ装置は動力車となる気動車にあわせてSMEに変更された。ブレーキ用圧縮空気は動力車から供給される。動力車となるTH211には砂撒き装置が追設された。

## 運用
一般公募により「そよかぜ」の愛称がつけられ、2000年（平成12年）3月26日からTHT101-THT201-TH211の編成で天竜浜名湖鉄道天竜浜名湖線天竜二俣駅 - 遠州森駅 – 三ヶ日駅 - 天竜二俣駅間で運転を開始した。3月下旬から11月末までの土休日を中心に運転される観光列車で、2003年（平成15年）以降は天竜二俣駅ー三ヶ日駅間のみの運転となった。
牽引車はTH211が専用車であったが、検査等によりTH1型などが代走する場合もあった。2006年（平成18年）にTH211が廃車となったのちはTH3000形が牽引車となった。
2006年度の運用を終えた後、台車に亀裂が発見されたことなどを理由に休車となり、関係者による運行再開に向けた調査が行われたものの、修復に億単位の予算が必要と算出された為、結果的に天竜浜名湖鉄道の財政上の問題などから修理の目処が立たず、2007年（平成19年）7月に廃車され、形式消滅した。

### 書籍
- 寺田 祐一『ローカル私鉄車輌20年』JTBパブリッシング、2006年。ISBN 4-533-04512-X。
- 寺田 祐一『私鉄気動車30年』JTBパブリッシング、2006年。ISBN 4-533-06532-5。

### 雑誌記事
- 『鉄道ピクトリアル』通巻692号「新車年鑑2000年版」（2000年10月・電気車研究会）
  - 藤井 信夫、大幡 哲海、岸上 明彦「各社別車両情勢」 pp. 101-119
  - 天竜浜名湖鉄道（株）運輸課 松野 勝宣「天竜浜名湖鉄道THT100・200形」 pp. 138-139
  - 「民鉄車両 車両諸元表」 pp. 238-240
  - 「1999年度 車両動向」 pp. 187-201

- 『鉄道ピクトリアル』通巻795号「鉄道車両年鑑2007年版」（2007年10月・電気車研究会）
  - 岸上 明彦「2006年度民鉄車両動向」 pp. 116-141

- 『鉄道ピクトリアル』通巻810号「鉄道車両年鑑2008年版」（2008年10月・電気車研究会）
  - 岸上 明彦「2007年度民鉄車両動向」 pp. 122-151
  - 「各社別新造・改造・廃車一覧」 pp. 242-255

### Web資料
- “台車近影 TR213/樽見鉄道うすずみ1形”.   鉄道ホビダス (2006年2月3日). 2017年7月11日閲覧。